# Jean-Michel Berthelot
Pour les articles homonymes, voir Berthelot.
Jean-Michel Berthelot, né le 7 juin 1945 à Jonzac (Charente-Maritime) et mort le 5 février 2006, à Toulouse (Haute-Garonne), est un sociologue, épistémologue et philosophe français.    
Ses travaux portent sur la scolarisation, la sociologie du corps, l'épistémologie des sciences sociales, la sociologie des sciences et des controverses,.   

## Biographie

### Jeunesse et études
Jean-Michel Barthelot étudie à l'École normale supérieure de la rue d'Ulm. Il est reçu à l'agrégation de philosophie. 
Il est titulaire d'un doctorat pour une thèse dirigée par Raymond Ledrut

### Parcours professionnel
Il commence sa carrière en tant que professeur de philosophie dans l'enseignement secondaire.
Après l'obtention de son doctorat, il devient professeur de sociologie à l'Université de Toulouse Le Mirail, de 1982 à 1997. Il y dirige le CERS (Centre d'études et de recherches sociologiques) et l'école doctorale. En 1997, il rejoint l'Université de Paris Sorbonne, d'abord Paris V, puis Paris IV. De 1992 à 2000, il a été secrétaire général de l'Association internationale des sociologues de langue française (AISLF), ainsi que secrétaire général de la revue "Les Cahiers Internationaux de Sociologie",.
Spécialisé dans l'étude de la controverse scientifique, il développe un modèle d'analyse de la progression de la science fondé sur l'étude des moments critiques de débat, envisagé comme points de bascule dans l'évolution des connaissances.
Dans son ouvrage L'intelligence du social (1990), il explore les différents programmes d'explications en sciences humaines, qu'il nomme les schèmes d'intelligibilité. Il développe ainsi  une typologie, le schème causal, le schème fonctionnel, le schème structural, le schème herméneutique, le schème actanciel, le schème dialectique, et réfléchit aux modalités d'articulation des schèmes entre eux. Il promeut un « pluralisme explicatif sous contrainte », c'est-à-dire la mise en oeuvre d'une pluralité de description sociologique et la comparaison des systèmes explicatifs partant du postulat d'un monisme ontologique.

## Publications
- Le piège scolaire, Presses universitaires de France, 1983.  (ISBN 978-2130375548)
- L'intelligence du social, Presses universitaires de France, 1990.  (ISBN 978-2130431848)
- École, orientation, société (Pédagogie d'aujourd'hui), Presses universitaires de France, 1993. (ISBN 978-2-13045-570-7)
- 1895 Durkheim. L'Avènement de la sociologie scientifique, Presses universitaires du Mirail, 1995.  (ISBN 978-2-85816-256-7)
- Les vertus de l'incertitude, Paris, Presses universitaires de France, 1996.  (ISBN 978-2130471219)
- « Présentation », Sociologie et sociétés, vol. 31, no 1, 1999, p. 3-10.
- Épistémologie des sciences sociales : le problème des disciplines, organisé pour le groupe de travail Logique, méthodologie et théorie de la connaissance de l’AISLF par J.-M. Berthelot et G. Houle, avec le soutien des Universités de Montréal (Faculté des études supérieures) et de Toulouse Le-Mirail (Institut d’études doctorales), ainsi que celui du CNRS, de la Région Midi-Pyrénées et du Centre de Coopération Interuniversitaire Franco-Québécoise[10].
- Sociologie, épistémologie d'une discipline, Textes fondamentaux, De Boeck, 2000.  (ISBN 978-2804128432)
- La sociologie française contemporaine, Presses universitaires de France, 2000.  (ISBN 978-2-13050-302-6)
- Épistémologie des sciences sociales (dir.), Presses universitaires de France, 2001.  (ISBN 978-2-13051-485-5)
- Figures du texte scientifique, Presses universitaires de France, 2003.  (ISBN 2-13-052234-3)
- Savoirs et savants. Les études sur la science en France, en collaboration avec Olivier Martin et Cécile Colinet, Paris, Presses universitaires de France, coll. « Science, histoire et société », 2005, 282 p.
- L'emprise du vrai - Connaissance scientifique et modernité, Presses universitaires de France, 2008,  (ISBN 978-2-13-063715-8)

Un livre en hommage à son œuvre et à son action :
- Jean-Michel Berthelot. Itinéraire d'un philosophe en sociologie (1945-2006),  Jean-Christophe Marcel et Olivier Martin (dir.), Paris, Presses universitaires de France, 2011.

## Traductions
- A Inteligência do Social, Rés, 1996, Portugais,  (ISBN 9789727032242)
- La Construccion de la Sociologia, Claves Dominios, 2003. Espagnol  (ISBN 9789506024512)
- Sociologia, Historia E Epistemologia, Unijuí, 2006, Portugais,  (ISBN 978-8574294988)
- "Sociological discourse and the body". Theory, culture & society, 1986, 3(3), pp.155-164.